# جابر الحرمي
جابر سالم الحرمي (4 أبريل 1969-)،[بحاجة لمصدر] إعلامي وكاتب قطري. رئيس تحرير صحيفة الشرق ونائب الرئيس التنفيذي لمجموعة دار الشرق الإعلامية.

## حياته
بدأ حياته المهنية عام 1990 في مجال الصحافة مع صحيفة الراية وكان لا يزال طالباً في جامعة قطر. انتقل لجريدة «الوطن» عام 1995 خلال مرحلة التأسيس ليتولى منصب رئيس قسم المجليات. وتدرج فيها إلى منصب مدير التحرير ليكون بذلك أول قطري يشغل هذا المنصب في تاريخ الصحافة القطرية.
في عام 2004 انضم إلى جريدة الشرق نائبًا لرئيس التحرير، ثم شغل منصب رئيس التحرير لمدة 10 سنوات (2008-2016). في ديسمبر 2016 عمل كعضو منتدب ورئيسًا تنفيذيًا لدار العرب، ثم أصبح نائبًا للرئيس التنفيذي لمجموعة دار الشرق. انتخب عضواً بالمكتب التنفيذي للاتحاد الدولي للصحافة الرياضية عام 2005 ليكون بذلك أول قطري وأصغر عضو سناً في تاريخ الاتحاد منذ تأسيسه عام 1924. أجرى العديد من المقابلات والحوارات الصحفية مع رؤساء دول وحكومات ومسؤولين وكبار الشخصيات السياسية في العالم.

## جوائز
- مُنح وسام جامعة الدول العربية كأفضل صحفي على مستوى الشباب في الوطن العربي.[1]
- يناير 2014: اختاره مجلس الوحدة الإعلامية العربية التابع لجامعة الدول العربية، كأفضل شخصية إعلامية رائدة في الوطن العربي.[1]
- اختارته مجلة «أربيان بزنس» الإقتصادية في عام 2009 ضمن أقوى 100 شخصية عربية مؤثرة في العالم العربي.[1]
- اختارته نفس المجلة ضمن قائمة أقوى 50 شخصية بارزة في قطر عام 2012.[1]
- أول مواطن قطري يحصل على جائزة «الإعلام والرياضة» عام 2004 من قبل اللجنة الأولمبية الدولية.[1]